# Washington Allston

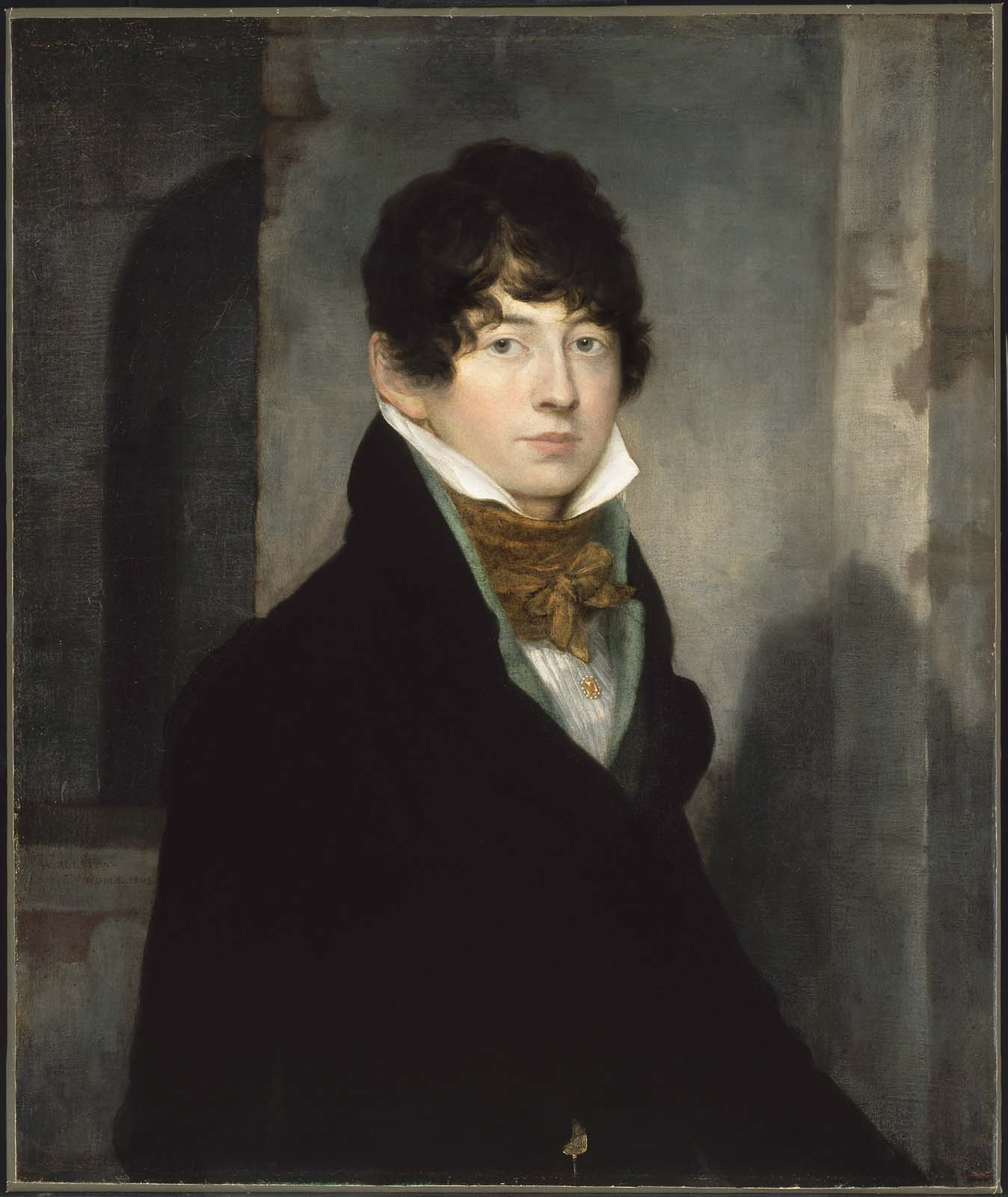
Zelfportret, 1805, Museum of Fine Arts, Boston

Washington Allston (Waccamaw (South Carolina), 5 november 1779 — Cambridgeport (Massachusetts), 9 juli 1843) was een Amerikaanse kunstschilder en dichter die algemeen beschouwd wordt als de eerste belangrijke romantische Amerikaanse schilder. Allston schilderde vooral historiestukken, genretaferelen en portretten, waarin een duidelijke Europese invloed te bespeuren valt. Hij is ook bekend als de Amerikaanse Titiaan.
Allstons vader stierf toen hij twee was. Zijn passie voor tekenen en schilderen begon al heel vroeg, toen hij nog op school zat in Charleston. Deze passie nam nog toe toen hij verhuisde naar Newport, in de staat Rhode Island, waar hij de invloed onderging van de schilder Sam King.

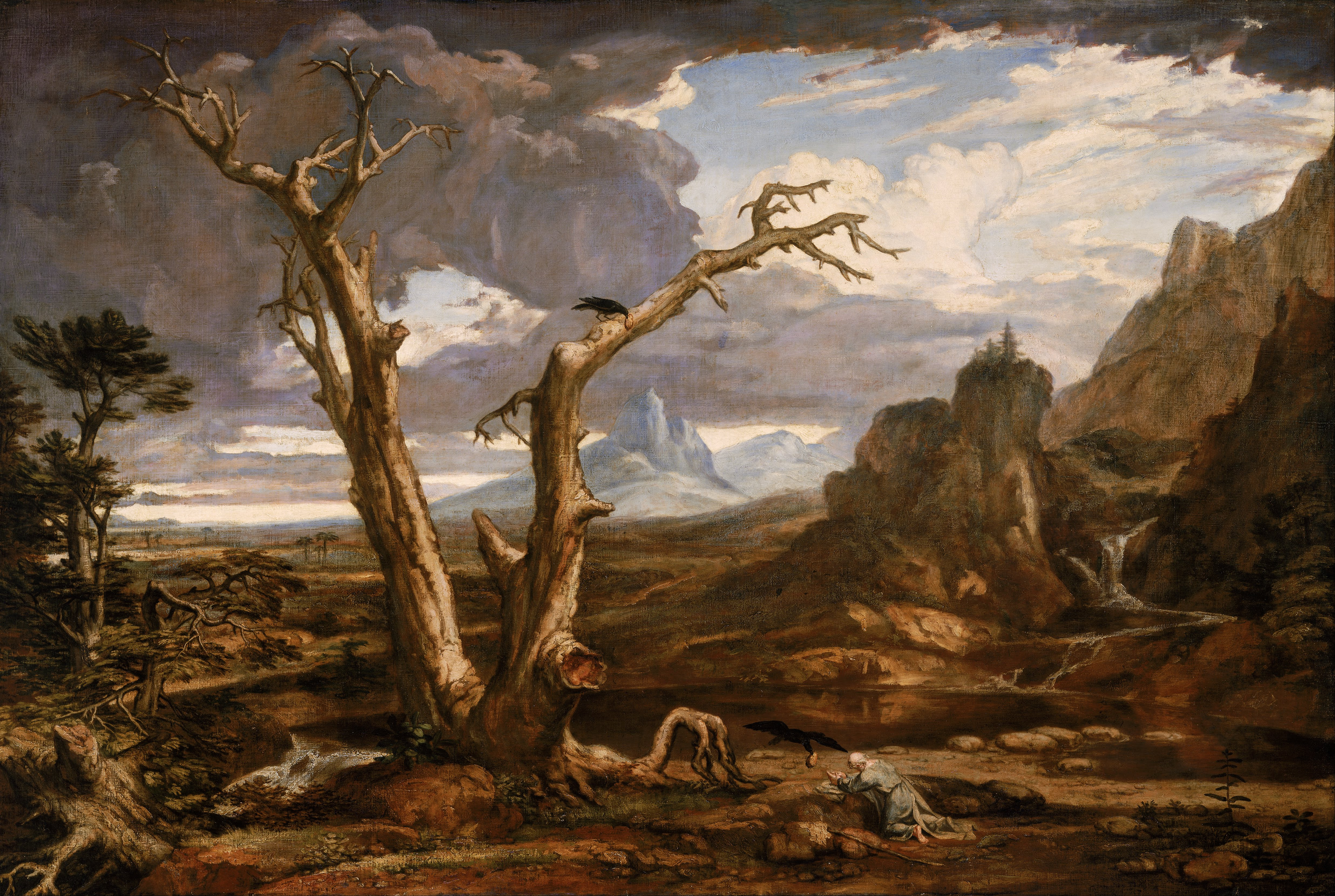
Elia in de woestijn, 1818, Museum of Fine Arts, Boston

In 1800 studeerde hij af aan Harvard College. Hierna studeerde hij gedurende drie jaar kunst in Londen, aan de Royal Academy, waarvan Benjamin West toen de voorzitter was. In Londen bestudeerde hij vooral de technieken van de Engelse schilderkunst.
In 1811 maakte hij, samen met zijn leerling, Samuel F. B. Morse een reis naar het Europese vasteland. Hij studeerde tijdens deze periode onder andere aan het Louvre en te Rome. Tijdens deze periode raakte hij geïnteresseerd in de kleurentechniek van de 16de-eeuwse Venetiaanse School en in het classicisme van de Franse schilder Nicolas Poussin.
Tijdens zijn verblijf in Rome (1804-1808) werd Allston een vriend van de Engelse dichter Samuel Taylor Coleridge, wiens ideeën een grote invloed op hem hadden. Uiteindelijk vestigde Allston zich toch weer te Londen. Dit verblijf te Londen en de periode te Rome inspireerden Allston en hadden een grote invloed op zijn manier van schilderen.
Hij keerde in 1818 terug naar de Verenigde Staten en woonde tot aan zijn dood in Cambridgeport.

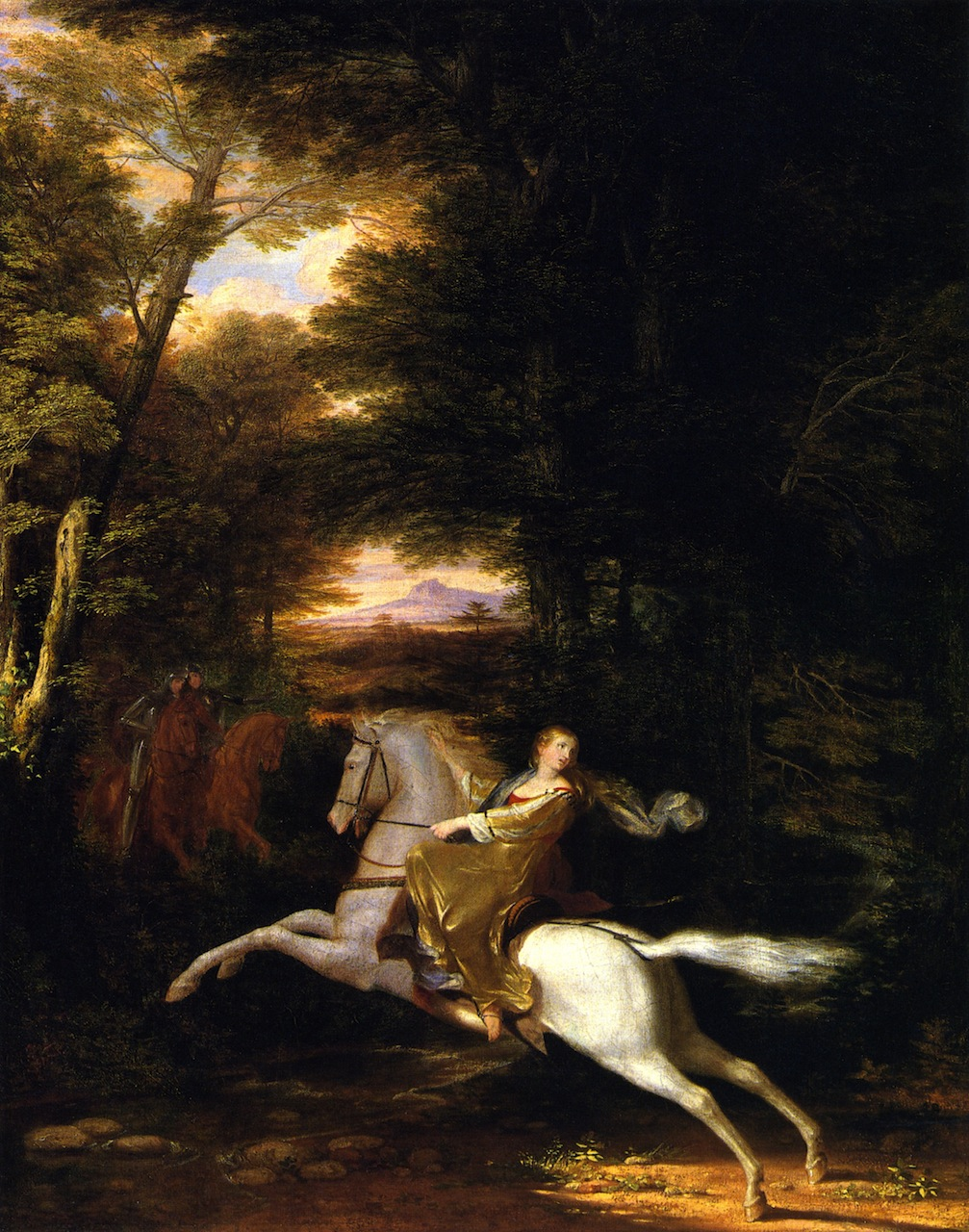
De vlucht van Florimel, 1819, Detroit Institute of Arts, Detroit

Allstons werken hadden een grote invloed op de Amerikaanse schilderkunst en zorgden ervoor dat zij aansluiting kreeg bij de Europese stromingen van de 19e eeuw. Vooral zijn gebruik van kleur en licht in het creëren van lichteffecten waren van belang voor de ontwikkeling van de Amerikaanse landschapsschilderkunst, vooral die van de Hudson River School.
Hij was de oom van George Whiting Flagg en Jared Bradley Flagg, die beiden leerling van hem waren.
Daarnaast was Allston ook schrijver. Zo schreef hij bijvoorbeeld de novelle Monaldi en verscheidene gedichten. Hij schreef ook de bundel The Sylphs of the Season. Coleridge was een bewonderaar van hem.